# ماکسیموفکا (شهرستان استرلیتاماکسکی، باشقیرستان)
ماکسیموفکا (انگلیسی: Maximovka, Sterlitamaksky District, Republic of Bashkortostan) یک شهرک در شهرستان استرلیتاماکسکی استان باشقیرستان کشور روسیه است.